# روبرت زاکاریان
روبرت سرگویی زاکاریان (ارمنی: Ռոբերտ Սերգոյի Զաքարյան؛ زادهٔ ۱۴ نوامبر ۱۹۴۷) یک سیاستمدار اهل ارمنستان است که از تاریخ ۲۰۰۷ تا تاریخ ۲۰۱۲ سمت نمایندگی دوره چهارم مجلس ملی جمهوری ارمنستان را برعهده داشت.

## زندگی‌نامه
در در لنیناکان (گیومری فعلی) به دنیا آمد 